# Guido Rossa
Guido Rossa (Cesiomaggiore, 1er décembre 1934 - Gênes, 24 janvier 1979) est un ouvrier et syndicaliste italien, assassiné durant les années de plomb par les Brigades rouges.

## Biographie
D'origine vénitienne, Guido Rossa s'installe par la suite à Turin. Il commence à travailler à l'âge de 14 ans comme ouvrier dans une usine de roulements à billes, puis chez Fiat en tant que fraiseur. En 1961, il part à Gênes pour travailler chez Italsider et, l'année suivante, il est élu au comité d'entreprise de la CGIL. Membre du Parti communiste italien, il se syndicalise rapidement au sein de la CGIL.
Guido Rossa est par ailleurs un alpiniste chevronné: il est l'un des principaux membres du «Groupe de Haute Montagne» du CAI Uget à Turin. À ce titre, il participe à la coordination de l'expédition italienne, organisée par Lino Andreotti en 1963, qui tente, sans succès, de gravir pour la première fois le Langtang Lirung au Népal.

### Contexte historique
1978 fut une année particulièrement sombre au sein des années de plomb. L'année précédente, les forces de gauche liées au PCI sont fragilisées par l'apparition du Mouvement de 1977, et les Brigades Rouges procèdent à l'enlèvement et au meurtre d'Aldo Moro. En réponse, le PCI d'Enrico Berlinguer et les syndicats prennent définitivement leurs distances avec la lutte politique extraparlementaire et invitent ses membres à la dénonciation en cas de soupçons de terrorisme dans les usines.

### Le témoignage contre le brigadiste Francesco Berardi
A la machine à café de l'usine Italsider à Gênes se trouvent souvent des dépliants discrètement laissés par les Brigades rouges, à des fins de propagande. Guido Rossa remarque que Francesco Berardi, un ouvrier chargé de distribuer les bons de livraison dans l'usine, se trouve souvent à proximité du distributeur. Le 25 octobre 1978, les ouvriers trouvent une copie d'un document stratégique des Brigades Rouges, toujours près des machines; Rossa remarque un gonflement sous la veste de Berardi, et se rend auprès de la sécurité de l'entreprise pour signaler ce fait inhabituel. Lorsqu'il repart, il trouve une nouvelle copie du document des Brigades Rouges sur une fenêtre.
Le casier de Berardi est ouvert. La sécurité y trouve des documents des Brigades, des tracts revendiquant des actions menées par ces dernières et des papiers avec des plaques de voiture épinglées. Guido Rossa décide de dénoncer Berardi, tandis que les deux autres délégués qui l'accompagnent refusent, le laissant seul. Francesco Berardi tente en vain de s'échapper mais est arrêté par les surveillants de l'usine; il se déclare aussitôt prisonnier politique, est remis aux gendarmes et arrêté. Guido Rossa maintient sa dénonciation et témoigne au procès, au cours duquel Berardi (qui se suicidera en prison) est condamné à quatre ans et demi de prison. Craignant une vengeance des Brigades rouges, l'organisation syndicale propose à Rossa une escorte pendant quelques mois, composée de volontaires d'Italsider, escorte à laquelle Rossa renonce de lui-même.

### Meurtre et conséquences politiques
La dénonciation d'un brigadiste infiltré est une première depuis la formation des Brigades, qui craignent un dangereux précédent. La première solution envisagée par le groupe terroriste est de capturer Rossa et de l'enchaîner aux grilles de l'usine, avec une pancarte accrochée à son cou. Ce projet est cependant abandonné car jugé irréalisable; à la place, il est décidé de pratiquer une gambizzazione (ou jambisme), une pratique courante à cette époque dans les milieux terroristes, consistant à tirer des coups de feu dans les jambes de la victime.
Le 24 janvier 1979 à 6 h 35 du matin, Guido Rossa quitte son domicile pour aller travailler, au volant de sa Fiat 850. Une camionnette l'attend, avec à son bord un commando composé de Riccardo Dura, Vincenzo Guagliardo et Lorenzo Carpi. Les brigadistes lui tirent dessus et le tue. C'est la première fois que les Brigades Rouges attaquent un syndicaliste de gauche, et le meurtre est suivi d'une vive réaction des partis politiques, des syndicats et de la société civile.
250 000 personnes assistent aux obsèques de Guido Rossa, dont le président de la République Sandro Pertini, dans une ambiance très tendue. Après la cérémonie, Pertini demande à rencontrer les camalli (les dockers du port de Gênes). Antonio Ghirelli, porte-parole du Quirinale à l'époque, affirme que le président avait été averti de la présence parmi les camalli de sympathisants des Brigades rouges, raison pour laquelle il souhaitait les rencontrer. Le président leur adresse ces mots: «Ce n'est pas le Président de la République qui vous parle, mais le camarade Pertini. Moi, les Brigades Rouges, je les connais; elles ont combattu à mes côtés contre les fascistes, pas contre les démocrates. Honte!» . Son discours est longuement applaudi. Le corps de Rossa est finalement enterré au cimetière monumental de Staglieno.
L'assassinat de Rossa marque un tournant dans l'histoire des Brigades rouges. Ces dernières ont désormais du mal à recruter  parmi le prolétariat ouvrier. Il est probable que les Brigades Rouges avaient l'intention de blesser Rossa sans le tuer, en lui blessant simplement les jambes. Cette hypothèse semble confirmée par les expertises et les témoignages ultérieurs: Vincenzo Guagliardo, le membre du commando qui a tiré dans les jambes de Rossa, a déclaré que Riccardo Dura, le chef de la colonne génoise des Brigades Rouges, après avoir quitté le lieu de l'opération comme les autres brigadistes, était revenu tirer un dernier coup de feu, celui qui fut fatal à Rossa. En effet, l'autopsie révèle que quatre coups de feu ont été tirés sur Rossa dans les jambes et un seul, mortel, au cœur. Guagliardo ajoute que le lendemain du crime, les Brigades ont demandé des explications sur l'incident; Dura aurait justifié le meurtre en déclarant que les espions devaient être tués.
Toujours selon Guagliardo, les Brigades Rouges ont envisagé sérieusement la mise à l'écart de Dura, mais y ont renoncé afin de ne pas diviser l'organisation. Dura a non seulement continué son militantisme au sein des Brigades Rouges (en participant à d'autres actions) mais a également été promu en rejoignant le Comité exécutif. Le témoignage de Guagliardo suggère que le meurtre de Guido Rossa est davantage le fait d'une initiative individuelle qu'une volonté politique des Brigades d'éliminer le syndicaliste. La colonne génoise des Brigades Rouges assume cependant l'entière responsabilité du meurtre. En 2008, la fille de Rossa, Sabina, députée élue du Parti démocrate, s'est élevée contre la décision d'un juge romain de refuser la libération conditionnelle de Vincenzo Guagliardo, qu'elle avait rencontré.

## Mémoire
- De nombreuses rues et espaces publics italiens sont dédiés à Guido Rossa, notamment à Modène, Piazza Armerina, Magenta, Trofarello et Gambettola; le jardin d'enfants de Pez à Cesiomaggiore, sa ville d'origine; un jardin à Collegno et la première salle d'escalade à Turin[8]. À Gênes, la ville où il a travaillé, dans le quartier de Cornigliano, une école maternelle, un monument et la route qui passe juste devant les anciennes usines Italsider (aujourd'hui ArcelorMittal ) lui sont dédiés.
- En 2005, le réalisateur Giuseppe Ferrara, à l'occasion du centenaire de la CGIL, a réalisé un film sur la vie de Rossa et son meurtre dramatique intitulé Guido, celui qui défia les Brigades Rouges. Le film a été coproduit par la Rai et a été diffusé en 2009[9]. Un groupe de 47 sénateurs appartenant au PD, PdL, IdV et UdC avait proposé à la présidence du Sénat que le film soit projeté au Palazzo Madama et sur la RAI aux alentours du 9 mai (journée de commémoration dédiée aux victimes du terrorisme). La présidence du Sénat avait répondu par la négative, citant des causes techniques qui empêchaient la diffusion du film dans les locaux du Sénat. La RAI a alors envoyé une lettre aux partisans de l'initiative le 8 mai, déclarant que le film serait diffusé 51 jours plus tard sur la troisième chaîne d'État, et non en prime time[10]. La première diffusion eut lieu le dimanche 28 juin 2009 sur Raitre à 23 h 15.